# Pier Paolo Cristofori
Pier Paolo Cristofori, född den 4 januari 1956 i Rom, Italien, är en italiensk idrottare inom modern femkamp.
Han tog OS-guld i lagtävlingen i samband med de olympiska tävlingarna i modern femkamp 1984 i Los Angeles.